# Tiphobia horei
Tiphobia horei é uma espécie de gastrópode  da família Thiaridae.
Pode ser encontrada nos seguintes países: Burundi, República Democrática do Congo, Tanzânia e Zâmbia.
Os seus habitats naturais são: lagos de água doce.

## Referências

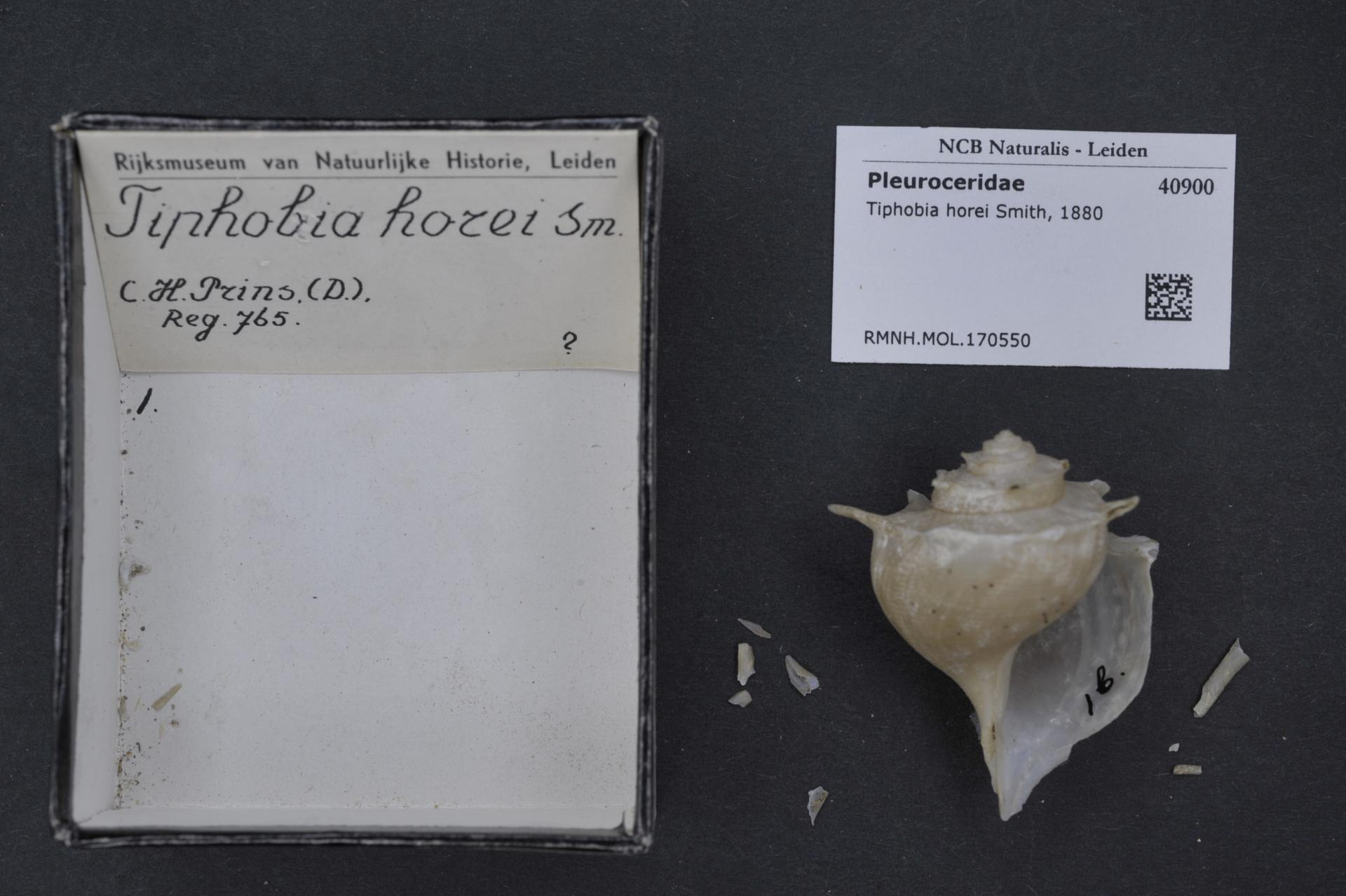
Tiphobia horei Smith, 1880. Espécime de museu.